# 菲亚特500
菲亚特500（Fiat 500）是意大利菲亚特車廠於1957年至1975年間生產的一款經濟車型，屬小型車款。

## 簡介
菲亞特於1957年正式推出此車款。其設計概念是參自福士甲蟲車，定位於低價實用車型。其車身長度僅3米（約10呎）左右，兩車門設計，載客量為4人。同時它采用了发动机后驱后轮驱动的模式，配備風冷引擎，馬力輸出為13.1匹，能够快速从0加速到40英里/小时。
由於其價格低廉切合了當時剛經歷二次大戰的歐洲經濟，菲亚特500在當時曾經雄霸於歐洲，並出口到北美洲、南美洲等地。
菲亚特500是於1975年正式停產，由菲亞特126取代。儘管後者銷情並不及菲亚特500，在東歐國家卻甚為普及，原因是菲亞特126機械較耐用和較省油。

## 流行文化

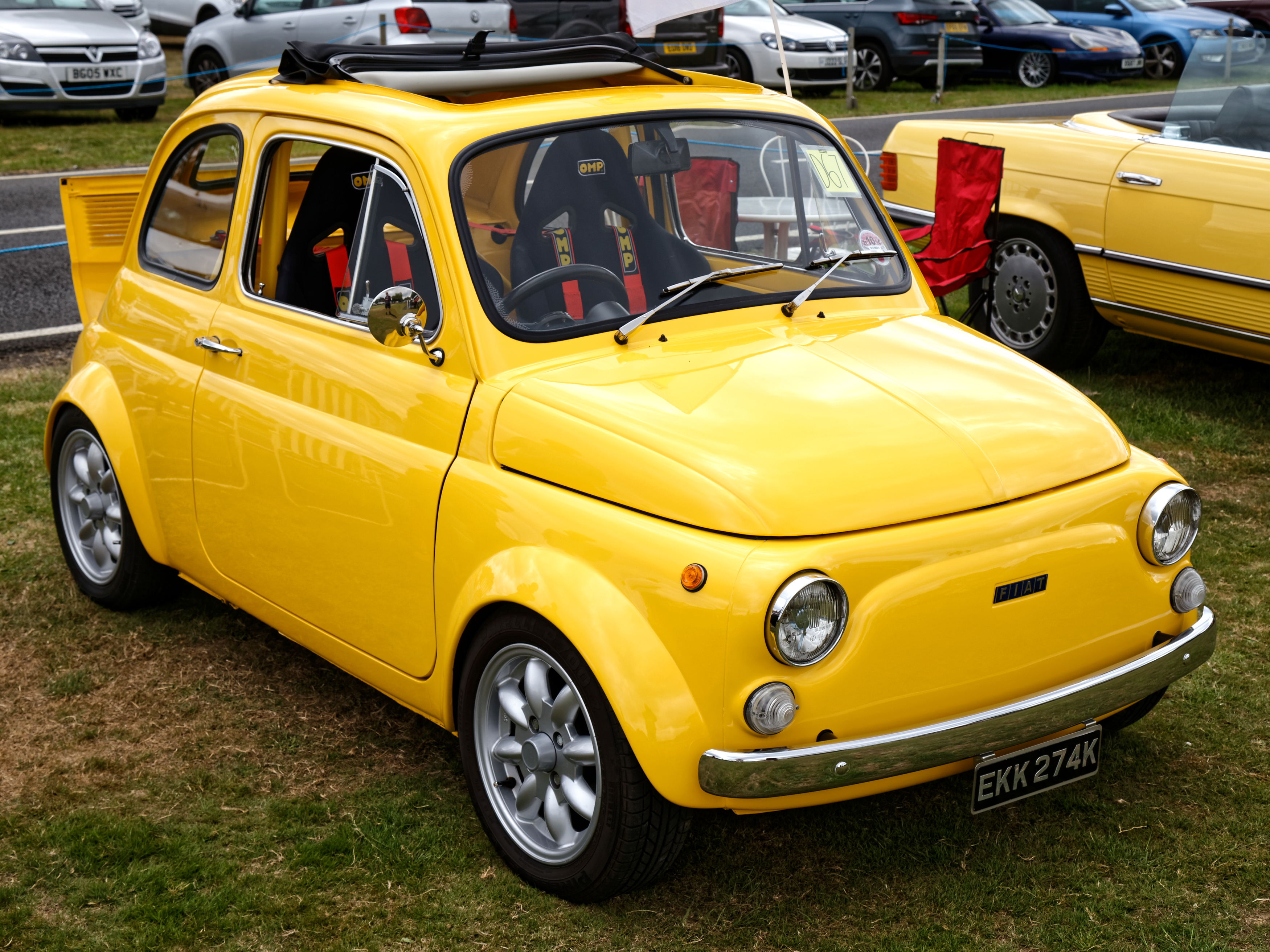
類似在魯邦三世當中出場的黃色快意500

- 日本動漫「魯邦三世」，當中魯邦等人就是以一輛黃色快意500作為座車。

## 外部連結
- 菲亚特500傳奇 (意大利文)